# Maison La Souvenance
La maison Schwarz-Bart dite « La Souvenance » est une maison de type colonial construite en 1972 à Goyave dans les Guadeloupe qui fut le lieu d’écriture du couple d’écrivains Simone et André Schwarz-Bart. La maison est labellisée Maisons des Illustres par le ministre de la Culture en 2012.

## Historique
André, résistant et fils de déportés, a obtenu le Prix Goncourt en 1959 pour Le Dernier des Justes. Marié à Simone Brumant en 1961, ils publient le roman Un plat de porc aux bananes vertes traitant de la résistance des esclaves guadeloupéens.
Dans les années 1970, le couple Schwarz-Bart, après avoir vécu en Suisse et au Sénégal, décide de s'installer en Guadeloupe d'où est originaire Simone. Ils font construire en 1972 la maison. L'architecture reprend les codes de la maison traditionnelle créole en bois. André y installe son bureau, conservé en l'état et Simone organise concerts et salons sur la vaste terrasse couverte souhaitant en faire un lieu de rencontres ouvert sur les arts caribéens.
Une association est créée en 2013 pour faire de ce lieu le Centre Caribéen d’Art et de Culture André et Simone Schwarz-Bart ; la maison est ouverte au public 50 jours par an et de nombreuses activités culturelles et artistiques y sont organisées comme des colloques, lectures, concerts ou ateliers.
En 2022, la maison nécessite des opérations d’envergure sur le gros œuvre et la charpente et le site est retenu comme un des projets emblématiques du loto du patrimoine,.